# Lindsay und Sidney Greenbush
Lindsay und Sidney Greenbush (bürgerlich Rachel Lindsay Rene Bush und Sidney Robin Danae Bush; * 25. Mai 1970 in Hollywood, USA) sind zwei US-amerikanische Schauspielerinnen. Bekannt wurden sie durch ihre Rolle der Carrie Ingalls in der US-amerikanischen Familienserie Unsere kleine Farm, die sie sich teilten.

## Karriere
Sowohl ihr Vater Billy Green Bush als auch ihr Bruder Clay Greenbush sind Schauspieler. Ihre ersten Erfahrungen vor der Kamera machten die Schwestern in Werbespots, unter anderem für „Doublemint Gum“ und „Mattel“. 1973 waren sie im Fernsehfilm Sunshine zu sehen. 1974 erhielten die Greenbush-Zwillinge dann die Rolle der Carrie Ingalls in Unsere kleine Farm. Bis 1982 verkörperten sie darin die dritte Tochter der Farmerfamilie Ingalls. Dort wurden sie unter dem Darstellernamen ‚Lindsay Sidney Greenbush‘ geführt. In Staffel 5 hatten sie in der Episode Die Märchenschwester, in der Carrie eine unsichtbare Freundin erfindet, einen gemeinsamen Auftritt. Nach dem Ende der Serie standen beide jeweils nur noch einmal vor der Kamera. Lindsay war 1983 in der Serie Matt Houston zu sehen, Sidney 1984 in dem Film Hambone & Hillie. Danach zogen sich beide aus dem Schauspielgewerbe zurück. 1998 wurden Lindsay und Sidney für ihre Rolle in Unsere kleine Farm in die „Hall of Great Western Performers“ des „National Cowboy and Western Heritage Museum“ aufgenommen.

## Privatleben
1988 machten beide ihren Abschluss an der Santa Monica High School. Lindsay hat eine Tochter und zwei Stiefkinder. Von ihrem Ehemann Frank Dornan lebt sie getrennt. Sidney war in zweiter Ehe mit dem 2009 verstorbenen Rocky Foster verheiratet, der eine Firma hatte, die Tiere für Filme zur Verfügung stellte. Sie nimmt mit großem Erfolg an Fassrennen bei Rodeos teil.

## Filmografie
Gemeinsam
- 1973: Sunshine (Fernsehfilm)
- 1974–1982: Unsere kleine Farm (Little House on the Prairie, Fernsehserie)

Lindsay
- 1983: Matt Houston (Fernsehserie, eine Folge)

Sidney
- 1984: Hambone & Hillie